# Шмидт, Йозеф Герман
Йозеф Герман Шмидт (нем. Joseph Hermann Schmidt; 4 июня 1804, Падерборн — 15 мая 1852, Берлин) — германский акушер и автор ряда трудов по медицине.
В 1831 году получил степень доктора медицины в Галле, в 1834 году возглавил больницу в Падерборне. В 1842 году вместе с Паулиной фон Маллингкродт организовал под Падерборном приют для слепых. С 1844 года работал в Берлине, был профессором акушерства в Берлинском университете и директором акушерского отделения главной берлинской больницы Charité. Умер от кровоизлияния в лёгкие.
Основные работы: «Ueber Anwendung der Morphologie auf die vergleich. Krankheitslehre» (2 тома, Верлин, 1831); «Physiologie der Cholera» (там же, 1832); «Lehrbuch der Geburstkunde für die Hebeammen in den kgl. preuss. Staaten» (Берлин, 1839); «Tausend Aphorismen über die Geburt des Menschen» (Берлин, 1844); «Die Reform der Medicinal-Verfassung Preussens» (там же, 1846); «Ueber barmherzige Schwestern» (там же, 1847); «Zur gerichtl. Geburtshilfe» (там же, 1851).

## Награды
- Орден Красного орла 4-го класса (1842)[3]
- Орден Красного орла 3-го класса с бантом[4]